# Cyrenus Cole

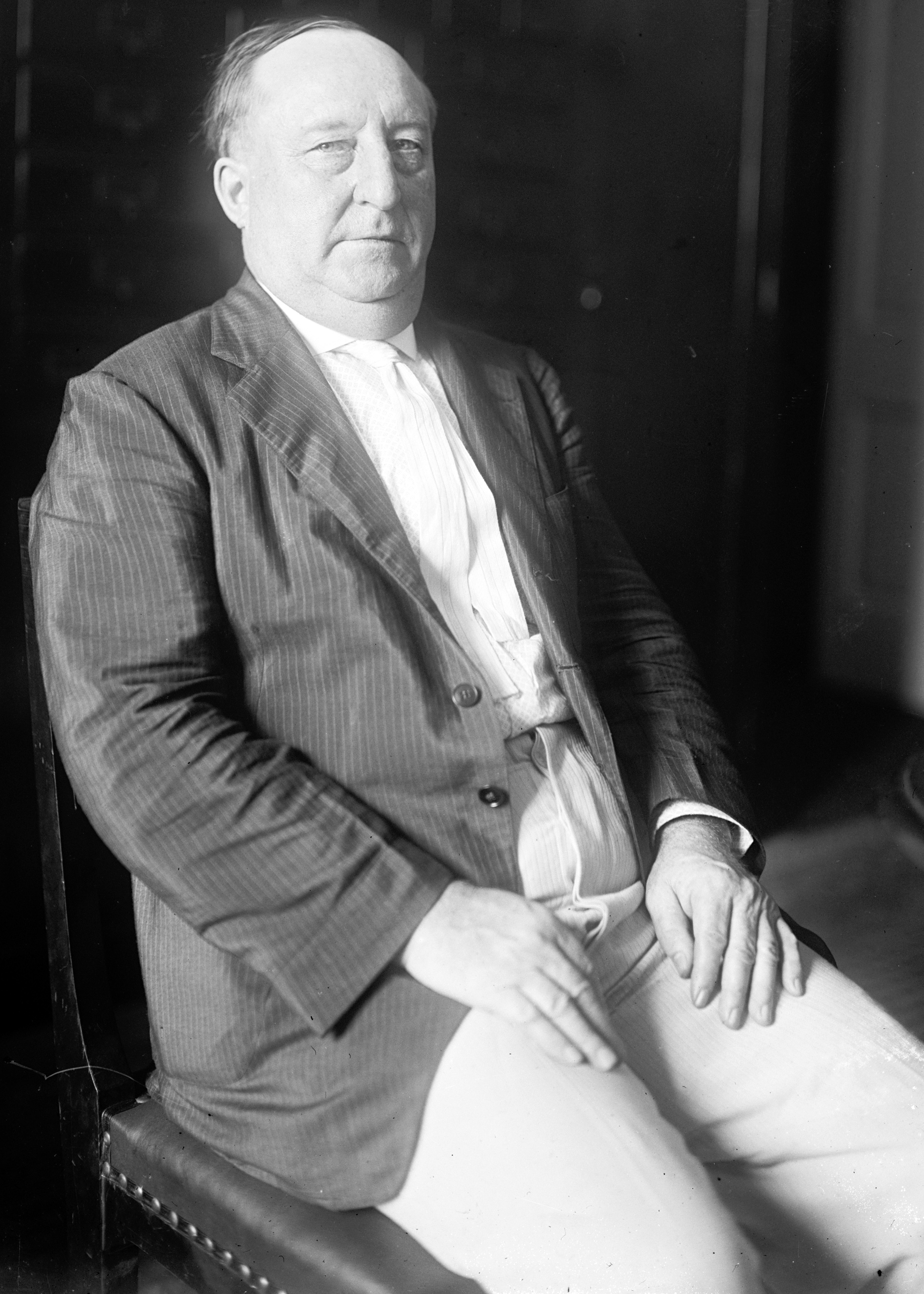
Cyrenus Cole

Cyrenus Cole (* 13. Januar 1863 bei Pella, Marion County, Iowa; † 14. November 1939 in Washington, D.C.) war ein US-amerikanischer Politiker. Zwischen 1921 und 1933 vertrat er den Bundesstaat Iowa im US-Repräsentantenhaus.

## Werdegang
Cyrenus Cole besuchte bis 1887 die Central University in Pella. Danach begann er eine journalistische Laufbahn. Er gab im Lauf der Zeit mehrere Zeitungen heraus und veröffentlichte auch einige Bücher, vorwiegend mit politischen oder historischen Inhalten. Darunter waren auch einige Abhandlungen über die Geschichte von Iowa. Außerdem bewirtschaftete Cole in der Nähe von Pella zwei Farmen.
Cole war Mitglied der Republikanischen Partei und gehörte deren konservativem Flügel an. Nach dem Rücktritt des Kongressabgeordneten James William Good im Jahr 1921 wurde er bei der fälligen Nachwahl im fünften Bezirk von Iowa in das US-Repräsentantenhaus in Washington gewählt. Dort trat er am 1. August 1921 sein neues Mandat an. Nachdem er bei den folgenden vier regulären Kongresswahlen in seinem Amt bestätigt wurde, konnte er bis zum 3. März 1933 im Kongress verbleiben. Seine letzten Jahre im Repräsentantenhaus waren von der Weltwirtschaftskrise überschattet. Bei den Diskussionen um die Aufhebung des 18. Verfassungszusatzes, der das Alkoholverbot vorschrieb, setzte sich Cole für die Beibehaltung des Verbots ein. Trotzdem wurde das Gesetz wenig später durch den 21. Verfassungszusatz wieder aufgehoben.
1932 verzichtete Cole auf eine erneute Kandidatur. In den folgenden Jahren arbeitete er wieder als Schriftsteller. Unter anderem veröffentlichte er seine Memoiren. Cyrenus Cole starb am 14. November 1939 in Washington und wurde in Pella beigesetzt.